# Back office
Nell'organizzazione aziendale, il back office (locuzione inglese, traducibile come retroufficio) è quella parte di un'azienda  (o di un'organizzazione), contrapposta al front office, che comprende tutte le attività proprie dell'azienda che contribuiscono alla sua gestione operativa, come il sistema di produzione o la gestione.
In quanto core business dell'azienda, il back office comprende sia gli aspetti tecnici legati alla produzione e all'esercizio delle funzioni tipiche aziendali (ufficio tecnico, program management office, project management office, gestione della catena di distribuzione, eccetera) sia le attività di gestione dell'organizzazione (amministrazione aziendale, affari generali, gestione del personale) e dei procedimenti amministrativi. In pratica, il back office è tutto ciò che il cliente (o l'utente) non vede, ma che consente la realizzazione dei prodotti o dei servizi a lui destinati. Il back office può essere chiamato anche retrosportello o sistema di produzione grazie alle risorse umane.
Il termine deriva dalla configurazione delle prime società, dove il front office conteneva il reparto vendite e pochi settori legati all'assistenza al cliente, mentre il back office conteneva i reparti solitamente preclusi al pubblico: produzione, sviluppo o amministrazione.
Nel settore dei servizi e della pubblica amministrazione, il back office viene inteso come insieme di attività di carattere amministrativo, svolte senza avere contatto con il pubblico (es. utilizzare il PC, predisporre documenti); dunque corrisponde ad attività svolte a scrivania, in opposizione ad attività svolte a sportello.